# Boríssov (Bélgorod)
|  | Per a altres significats, vegeu «Boríssov». |

Boríssov - Борисов (rus) - és un poble (un khútor) de l'óblast de Bélgorod, a Rússia. El 2010 tenia 67 habitants. Pertany al districte (raion) de Prókhorovka.